# Ryōta Moriwaki
Ryōta Moriwaki (Fukuyama, 6 de abril de 1986) es un exfutbolista japonés que jugaba como defensor.

## Clubes
| Club                | País  | Año       |
| ------------------- | ----- | --------- |
| Sanfrecce Hiroshima | Japón | 2005-2012 |
| Ehime FC (cedido)   | Japón | 2006-2007 |
| Urawa Red Diamonds  | Japón | 2013-2019 |
| Kyoto Sanga         | Japón | 2020-2021 |
| Ehime FC            | Japón | 2022-2024 |

## Palmarés

### Campeonatos nacionales
| Título               | Club                | País  | Año  |
| -------------------- | ------------------- | ----- | ---- |
| Supercopa de Japón   | Sanfrecce Hiroshima | Japón | 2008 |
| J. League Division 2 | Sanfrecce Hiroshima | Japón | 2008 |
| J. League Division 1 | Sanfrecce Hiroshima | Japón | 2012 |
| Copa J. League       | Urawa Red Diamonds  | Japón | 2016 |
| Copa del Emperador   | Urawa Red Diamonds  | Japón | 2018 |

### Campeonatos internacionales
| Título                      | Club (*)           | País          | Año  |
| --------------------------- | ------------------ | ------------- | ---- |
| Copa Asiática               | Japón              | Catar         | 2011 |
| EAFF East Asian Cup         | Japón              | Corea del Sur | 2013 |
| Copa Suruga Bank            | Urawa Red Diamonds | Saitama       | 2017 |
| Liga de Campeones de la AFC | Urawa Red Diamonds | Saitama       | 2017 |

(*) Incluyendo la selección.